# DSA-244
La DSA-244 es una carretera perteneciente a la Red Secundaria de la Diputación Provincial de Salamanca que une las localidades de Valdelacasa y Fuentes de Béjar.
Además también pasa por la localidad de Puebla de San Medel.

## Origen y Destino
La carretera  DSA-244  tiene su origen en Valdelacasa en la intersección con la carretera  DSA-243 , y termina en Fuentes de Béjar, en la intersección con la carretera  DSA-251 , formando parte de la Red de carreteras de Salamanca.